# Richard Neely
Pour les articles homonymes, voir Neely.
Richard Neely né le 18 avril 1916 à New York et mort le 4 octobre 1999 et mort à Marin City, est un écrivain américain de roman noir.

## Biographie
Journaliste au New York Journal-American, il quitte Greenwich Village où il réside pour s'installer en Californie et travailler dans la publicité avant de se consacrer à sa carrière d’écrivain.
Ses romans sont des romans noirs où se mélangent sang, sexe, cruauté et mort. Ainsi, Death To My Beloved  décrit un couple dont la femme, frigide, est amoureuse de son père. Le couple ne prend du plaisir que dans la violence sexuelle et sadique.
The Damned Innocents est adapté au cinéma par Claude Chabrol avec le titre Les Innocents aux mains sales en 1975.
Au début des années 1990, Neely participe à deux reprises à la production de films.

## Œuvre

### Romans
- While Love Lay Sleeping, 1969
- Death To My Beloved, 1969 Publié en français sous le titre Meurs, mon amour, Gallimard, Série noire no 1340, 1970
- The Plastic Nightmare, 1970, réédition avec le titre Shattered Publié en français sous le titre Cauchemar sous plastique, Gallimard, Série noire no 1403, 1971 republié en français sous le titre Troubles, Gallimard, Série noire no 1403, 1991
- The Walter Syndrome, 1970 Publié en français sous le titre Le Tourmenteur, Gallimard, Série noire no 1435, 1971 ; réédition, Gallimard, Carré noir no 425, 1982
- The Damned Innocents, 1971 réédition avec le titre Innocents With Dirty Hands Publié en français sous le titre Les Innocents aux mains sales, Gallimard, Série noire no 1461, 1972
- The Smith Conspiracy, 1972
- The Sexton Women, 1972 Publié en français sous le titre Pas moral pour des sous, Gallimard, Série noire no 1627, 1973
- The Japanese Mistress, 1972
- The Ridgway Women, 1975
- A Madness of the Heart, 1978
- No Certain Life, 1978
- Lies, 1978
- The Obligation, 1979
- An Accidental Woman, 1982
- Shadows From the Past, 1983

## Filmographie

### Adaptations
- 1975 : Les Innocents aux mains sales, adaptation de The Damned Innocents, réalisé par  Claude Chabrol
- 1982 : Chichigoroshi no houshu, adaptation de The Sexton Women, réalisé par Tsutomu Konno
- 1991 : Troubles, adaptation de The Plastic Nightmare, réalisé par Wolfgang Petersen

### Production
- 1991 : Retour au Lagon Bleu, réalisé par William A. Graham (assistant de production) (coordonnateur de production)
- 1993 : L'Affaire Amy Fisher : Désignée coupable, réalisé par John Herzfeld (assistant du producteur)

## Prix et nominations

### Nominations
- Prix Edgar-Allan-Poe 1973 du meilleur livre de poche pour The Smith Conspiracy[2]
- Prix Edgar-Allan-Poe 1977 du meilleur roman pour A Madness of the Heart[2]

## Sources
- Claude Mesplède (dir.), Dictionnaire des littératures policières, vol. 2 : J - Z, Nantes, Joseph K, coll. « Temps noir », 2007, 1086 p. (ISBN 978-2-910686-45-1, OCLC 315873361), p. 415-416.
- Claude Mesplède et Jean-Jacques Schleret, SN, voyage au bout de la Noire : inventaire de 732 auteurs et de leurs œuvres publiés en séries Noire et Blème : suivi d'une filmographie complète, Paris, Futuropolis, 1982, 476 p. (OCLC 11972030), p. 415-416.
- Claude Mesplède, Les années "Série noire" : bibliographie critique d'une collection policière, vol. 3 : 1966-1972, Amiens, Editions Encrage, coll. « Travaux / 22 », 1994, 4 p. (ISBN 978-2-906389-53-3).
- Claude Mesplède, Les années "Série noire" bibliographie critique d'une collection policière, t. 4 : 1972-1982, Amiens, Encrage, coll. « Travaux » (no 25), 1995, 318 p. (ISBN 978-2-906389-63-2).
- (en) Allen J. Hubin, Crime fiction IV : a comprehensive bibliography, 1749-2000, vol. 3 : Author index N-Z, Shelburne, Ont, Battered Silicon Dispatch Box, 2003 (ISBN 978-1-55246-498-4), p. 1118